# 向國器
向國器（？—1654年7月20日），和名國頭親方朝季，琉球國第二尚氏王朝政治家、三司官。他的名乘原為「重仍」。直到他死後的1691年，琉球王府將王族的分支統一改姓為「向」，名乘改為「朝」字輩，他的名乘才被改為「朝季」。
向國器是向鶴齡（國頭親方朝致）之子。他是向氏大宜見殿內的第二代當主。崇禎十六年癸未十二月五日（1644年1月14日），他被任命為三司官。順治三年（1646年），他以年頭使的身份出使薩摩藩。順治十一年甲午六月七日（1654年7月20日）卒。